# Seznam beneških dožev
Seznam dožev Benetk.

## 7. stoletje
- Paolo Lucio Anafesto (697–717)

## 8. stoletje
- Marcello Tegalliano (717–726)
- Orso Ipato (726–737)
- interregnum (737–742)
- Teodato Ipato (742–755)
- Galla Gaulo (755–756)
- Domenico Monegario (756–764)
- Maurizio Galbaio (764–787)
- Giovanni Galbaio (787–804)

## 9. stoletje
- Obelerio Antenoreo (804–811)
- Angelo Participazio (811–827)
- Giustiniano Participazio (827–829)
- Giovanni I. Participazio (829–837)
- Pietro Tradonico (837–864)
- Orso I. Participazio (864–881)
- Giovanni II. Participazio (881–887)
- Pietro I. Candiano (887–888)
- Pietro Tribuno (888–912)

## 10. stoletje
- Orso II. Participazio (912–932)
- Pietro II. Candiano (932–939)
- Pietro Participazio (939–942)
- Pietro III. Candiano (942–959)
- Pietro IV. Candiano (959–976)
- Pietro I. Orseolo (976–978)
- Vitale Candiano (978–979)
- Tribuno Memmo (979–991)
- Pietro II. Orseolo (991–1009)

## 11. stoletje
- Otto Orseolo (1009–1026)
- Pietro Barbolano (tudi Pietro Barbo Centranigo (1026–1032)
- Domenico Flabanico (1032–1043)
- Domenico Contarini (1043–1071)
- Domenico Selvo (1071–1084)
- Vitale Faliero (1084–1096)
- Vital I. Michele (1096–1102)

## 12. stoletje
- Ordelafo Faliero (1102–1117)
- Domenico Michele (1117–1130)
- Pietro Polani (1130–1148)
- Domenico Morosini (1148–1156)
- Vital II. Michele (1156–1172)
- Sebastiano Ziani (1172–1178)
- Orio Mastropiero (1178–1192)
- Enrico Dandolo (1192–1205)

## 13. stoletje
- Pietro Ziani (1205–1229)
- Jacopo Tiepolo (1229–1249)
- Marino Morosini (1249–1252)
- Renier Zen (1252–1268)
- Lorenzo Tiepolo (1268–1275)
- Jacopo Contarini (1275–1280)
- Giovanni Dandolo (1280–1289)
- Pietro Gradenigo (1289–1311)

## 14. stoletje
- Marino Zorzi (1311–1312)
- Giovanni Soranzo (1312–1328)
- Francesco Dandolo (1328–1339)
- Bartolomeo Gradenigo (1339–1342)
- Andrea Dandolo (1342–1354)
- Marino Faliero (1354–1355)
- Giovanni Gradenigo (1355–1356)
- Giovanni Dolfin (1356–1361)
- Lorenzo Celsi (1361–1365)
- Marco Cornaro (1365–1367)
- Andrea Contarini (1367–1382)
- Michele Morosini (1382–1382)
- Antonio Venier (1382–1400)
- Michele Steno (1400–1413)

## 15. stoletje
- Tommaso Mocenigo (1413–1423)
- Francesco Foscari (1423–1457)
- Pasquale Malipiero (1457–1462)
- Cristoforo Moro (1462–1466)
- Nicolo Tron (1466–1473)
- Nicolo Marcello (1473–1474)
- Pietro Mocenigo (1474–1476)
- Andrea Vendramin (1476–1478)
- Giovanni Mocenigo (1478–1485)
- Marco Barbarigo (1485–1486)
- Agostino Barbarigo (1486–1501)

## 16. stoletje
- Leonardo Loredan (1501–1521)
- Antonio Grimani (1521–1523)
- Andrea Gritti (1523–1538)
- Pietro Lando (1538–1545)
- Francesco Donato (1545–1553)
- Marcantonio Trivisan (1553–1554)
- Francesco Venier (1554–1556)
- Lorenzo Priuli (1556–1559)
- Giorolamo Priuli (1559–1567)
- Pietro Loredan (1567–1570)
- Alvise I Mocenigo (1570–1577)
- Sebastiano Venier (1577–1578)
- Nicolò da Ponte (1578–1585)
- Pasqual Cicogna (1585–1595)
- Marino Grimani (1595–1606)

## 17. stoletje
- Leonardo Donato (1606–1612)
- Marcantonio Memmo (1612–1615)
- Giovanni Bembo (1615–1618)
- Nicolò Donato (1618–1618)
- Antonio Priuli (1618–1623)
- Francesco Contarini (1623–1624)
- Giovanni Corner (1624–1630)
- Nicolò Contarini (1630–1631)
- Francesco Erizzo (1631–1646)
- Francesco Molin (1646–1655)
- Carlo Contarini (1655–1656)
- Francesco Corner (1656–1656)
- Bertuccio Valiero (1656–1658)
- Giovanni Pesaro (1658–1659)
- Domenico II Contarini (1659–1674)
- Nicolò Sagredo (1674–1676)
- Luigi Contarini (1676–1683)
- Marcantonio Giustinian (1683–1688)
- Francesco Morosini (1688–1694)
- Silvestro Valiero (1694–1700)
- Alvise II. Mocenigo (1700–1709)

## 18. stoletje
- Giovanni Corner (1709–1722)
- Sebastiano Mocenigo (1722–1732)
- Carlo Ruzzini (1732–1735)
- Alvise Pisani (1735–1741)
- Pietro Grimani (1741–1752)
- Francesco Loredan (1752–1762)
- Marco Foscarini (1762–1763)
- Alvise Giovanni Mocenigo (1763–1779)
- Paolo Renier (1779–1789)
- Ludovico Manin (1789–1797)